# Cape Photographic Catalogue
Le Cape Photographic Catalogue (noté CPC) (Catalogue photographique du Cap) est un catalogue d'étoiles contenant 68467 étoiles de l'hémisphère sud dont les déclinaisons sont comprises soit entre −30° et −40°, soit entre −52° et −90°. Il contient les positions, les mouvements propres, les magnitudes et les types spectraux, et fut publié par l'observatoire du Cap entre 1954 et 1968.